# Christopher Cumming

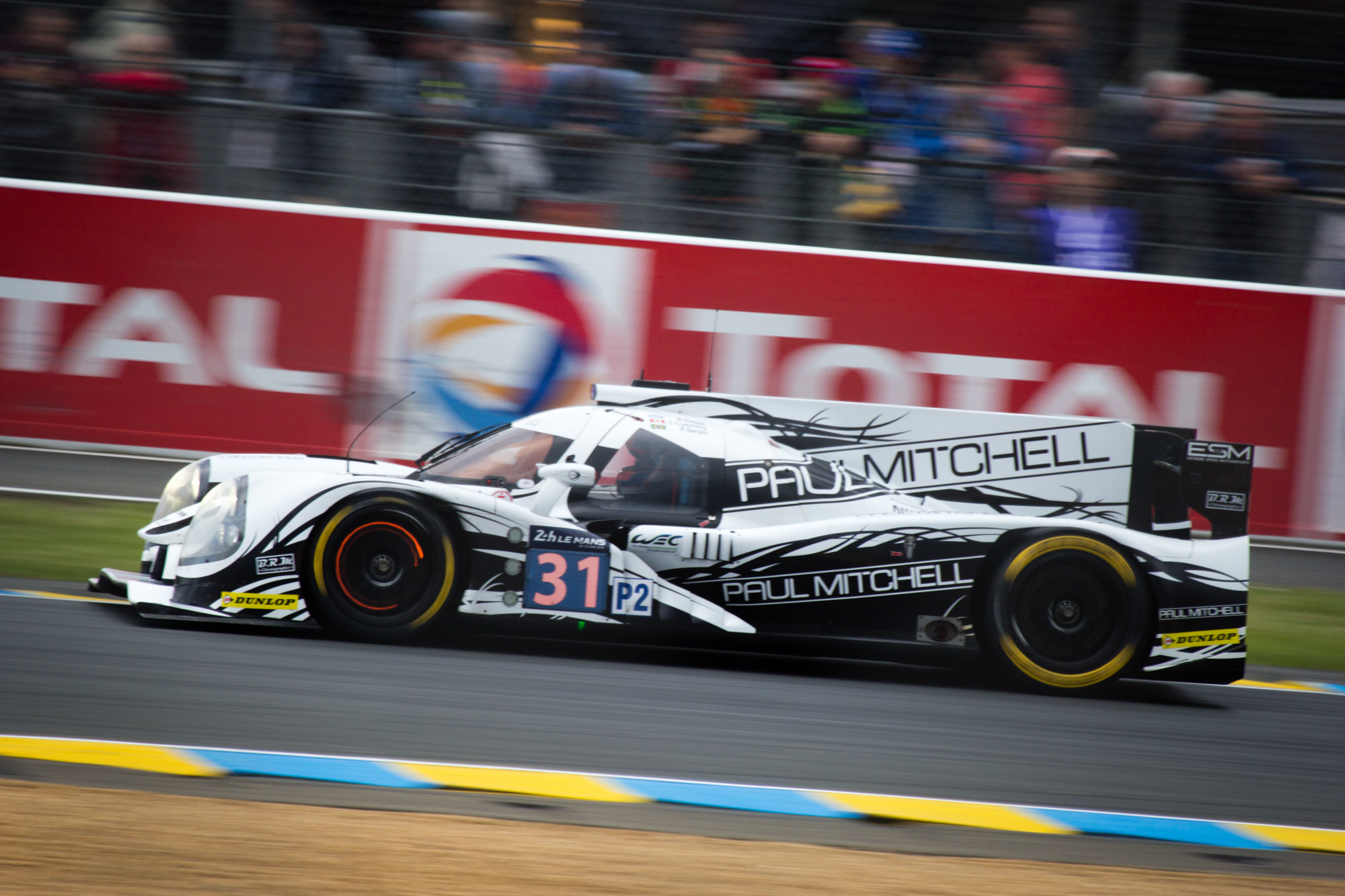
Der Ligier JS P2 von Ryan Dalziel, Luís Felipe Derani und Christoper Cumming beim 24-Stunden-Rennen von Le Mans 2016

Christopher David „Chris“ Cumming (* 26. August 1970 in Vancouver, British Columbia) ist ein kanadischer Automobilrennfahrer. 

## Karriere
Cumming begann seine Motorsportkarriere mit Mitte 30 im Formelsport. 2006 nahm er erstmals an einigen Rennen der Star Mazda Championship teil. 2007 fuhr Cumming in drei regionalen Meisterschaften und gewann dabei die Star Mazda West Coast Championship. Außerdem trat er erneut zu einzelnen Rennen der Star Mazda Championship an. 2008 bestritt Cumming erstmals die komplette Saison in der Star Mazda Championship für World Speed Motorsports. Mit einem sechsten Platz als bestem Ergebnis wurde er Zwölfter in der Gesamtwertung. Zudem gewann er die sogenannte Expert-Klasse für Fahrer zwischen 30 und 44 Jahren. 2009 wechselte er innerhalb der Star Mazda Championship zu Kester Racing with Team 3G. Er gewann erneut die Expert-Klasse und erreichte den 17. Gesamtrang.
2010 wechselte Cumming in den GT-Sport. Er startete für World Speed Motorsports im Platin-Cup der US-amerikanischen Porsche GT3 Challenge. 2011 absolvierte Cumming seine zweite Saison und wurde Zehnter in der Fahrerwertung. Darüber hinaus nahm er für JDX Racing an drei Rennen der American Le Mans Series (ALMS) und für Yellow Dragon Motorsports an einem Rennen der Rolex Sports Car Series. 2012 blieb Cumming mit JDX Racing in der ALMS. Mit vier Podest-Platzierungen wurde er Fünfter in der GTC-Wertung. Darüber hinaus fuhr für TRG bei einem Rennen der Rolex Sports Car Series. 2013 wechselte Cumming innerhalb der ALMS in einen Sportwagen-Prototyp. Für BAR1 Motorsports fuhr er zusammen mit Kyle Marcelli gewann er dreimal die PC-Wertung. Die Saison beendete er auf dem zweiten Platz der PC-Wertung. In der Rolex Sports Car Series fuhr er ein Rennen für Michael Shank Racing.
2014 erhielt Cumming ein Cockpit in der United SportsCar Championship (USCC), die aus einer Fusion der ALMS mit der Rolex Sports Car Series entstanden war. Er startete für RSR Racing zu jedem Rennen der Prototype Challenge (PC). Dabei gewann er zusammen mit Jack Hawksworth ein Rennen. In der PC-Wertung wurde Cumming Fünfter. Außerdem fuhr er in der GTD-Klasse ein Rennen für Scuderia Corsa. 2015 blieb Cumming bei RSR Racing in der United SportsCar Championship. Zusammen mit Bruno Junqueira gewann er zweimal die PC-Wertung. Die beiden Rennfahrer schlossen die Saison auf dem dritten Platz der PC-Wertung ab. Darüber hinaus trat Cumming 2015 zu vier Rennen der FIA-Langstrecken-Weltmeisterschaft (WEC) an. Für OAK Racing nahm er am 24-Stunden-Rennen von Le Mans teil, die letzten drei Rennen bestritt er für das Team SARD Morand. In der Fahrerweltmeisterschaft wurde er 30.
2016 erhielt Cumming ein Vollzeit-Cockpit in der FIA-Langstrecken-Weltmeisterschaft bei Extreme Speed Motorsports. Darüber hinaus nahm er für Starworks Motorsport an einem Rennen der IMSA WeatherTech SportsCar Championship (WTSCC), dem neuen Namen der USCC, teil.

## Statistik

### Karrierestationen
| - 2006: Star Mazda Championship - 2007: Star Mazda, West Coast (Meister) - 2007: Russel Pro Series (Platz 5) - 2007: Formel Atlantic, Northern Pacific (Platz 7) - 2007: Star Mazda Championship - 2008: Star Mazda Championship (Platz 12) - 2009: Star Mazda Championship (Platz 17) | - 2010: US-amerikanische Porsche GT3 Challenge, Platin (Platz 4) - 2011: US-amerikanische Porsche GT3 Challenge, Platin (Platz 10) - 2011: ALMS, GTC (Platz 14) - 2011: Rolex Sports Car Series, GT (Platz 57) - 2012: ALMS, GTC (Platz 5) - 2012: Rolex Sports Car Series, GT (Platz 68) - 2013: ALMS, PC (Platz 2) | - 2013: Rolex Sports Car Series, DP (Platz 44) - 2014: USCC, PC (Platz 5) - 2014: USCC, GTD (Platz 97) - 2015: USCC, PC (Platz 3) - 2015: WEC (Platz 30) - 2016: WEC - 2016: WTSCC, PC |

### Le-Mans-Ergebnisse
| Jahr | Team                      | Fahrzeug     | Teamkollege  | Teamkollege        | Platzierung | Ausfallgrund |
| ---- | ------------------------- | ------------ | ------------ | ------------------ | ----------- | ------------ |
| 2015 | OAK Racing                | Ligier JS P2 | Kévin Estre  | Laurens Vanthoor   | Ausfall     | Wagenbrand   |
| 2016 | Extreme Speed Motorsports | Ligier JS P2 | Ryan Dalziel | Luís Felipe Derani | Rang 42     |              |

### Sebring-Ergebnisse
| Jahr | Team                     | Fahrzeug            | Teamkollege       | Teamkollege      | Platzierung | Ausfallgrund |
| ---- | ------------------------ | ------------------- | ----------------- | ---------------- | ----------- | ------------ |
| 2011 | JDX Racing               | Porsche 997 GT3 Cup | Nick Ham          | Scott Blackett   | Rang 24     |              |
| 2012 | JDX Racing               | Porsche 997 GT3 Cup | Kévin Estre       | Mark Bullitt     | Rang 40     |              |
| 2013 | BAR1 Motorsports         | Oreca FLM09         | Kyle Marcelli     | Stefan Johansson | Rang 10     |              |
| 2014 | Rocketsports Racing      | Oreca FLM09         | Alex Tagliani     | Rusty Mitchell   | Ausfall     | Unfall       |
| 2015 | RSR Racing               | Oreca FLM09         | Bruno Junqueira   | Gustavo Menezes  | Ausfall     | Defekt       |
| 2025 | Pratt Miller Motorsports | Oreca 07            | Pietro Fittipaldi | James Roe        | Ausfall     | Ölleck       |

### Einzelergebnisse in der FIA-Langstrecken-Weltmeisterschaft
| Saison | Team                      | Rennwagen                | 1   | 2   | 3   | 4   | 5   | 6   | 7   | 8   | 9   |
| ------ | ------------------------- | ------------------------ | --- | --- | --- | --- | --- | --- | --- | --- | --- |
| 2012   | JDX Racing                | Porsche 997 GT3 Cup      | SEB | SPA | LEM | SIL | SAO | BAH | FUJ | SHA |     |
| 2012   | JDX Racing                | Porsche 997 GT3 Cup      | 40  |     |     |     |     |     |     |     |     |
| 2015   | OAK Racing SARD Morand    | Ligier JS P2 Morgan LMP2 | SIL | SPA | LEM | NÜR | AUS | FUJ | SHA | BAH |     |
| 2015   | OAK Racing SARD Morand    | Ligier JS P2 Morgan LMP2 |     |     | DNF |     |     | 14  | 12  | 16  |     |
| 2016   | Extreme Speed Motorsports | Ligier JS P2             | SIL | SPA | LEM | NÜR | MEX | AUS | FUJ | SHA | BAH |
| 2016   | Extreme Speed Motorsports | Ligier JS P2             | 6   | 8   | 42  | 10  | 8   | 13  | 11  | 12  | 12  |